# Marais (kulle i Antarktis)
Marais är en kulle i Antarktis. Den ligger i Östantarktis. Frankrike gör anspråk på området.
Terrängen runt Marais är varierad. Havet är nära Marais norrut. Trakten är obefolkad. Det finns inga samhällen i närheten. 